# Phidippus adonis
Phidippus adonis är en spindelart som beskrevs av Edwards 2004. Phidippus adonis ingår i släktet Phidippus och familjen hoppspindlar. Inga underarter finns listade i Catalogue of Life.